# Mont Pelé (Doubs)
Pour les articles homonymes, voir Mont Pelé.
Le mont Pelé est un sommet du massif du Jura, en France. Il se situe sur la limite communale d'Ouhans et de Saint-Gorgon-Main, dans le département du Doubs et en région Bourgogne-Franche-Comté. Il s'élève à 1 046 m d'altitude et s'inscrit sur un anticlinal qui porte également le crêt Monniot (1 141 m) et le mont Chaumont (1 092 m).
Ce sommet offre une vue à 360° permettant d'observer le crêt Moniot, la haute vallée de la Loue, Bugny et le val d'Usiers, et le mont Blanc par temps clair.